# 寮步站
寮步站是广惠城际铁路的地下车站，位于中国广东省东莞市寮步镇龙胜路与站前路交界，于2017年12月28日启用。

## 车站结构

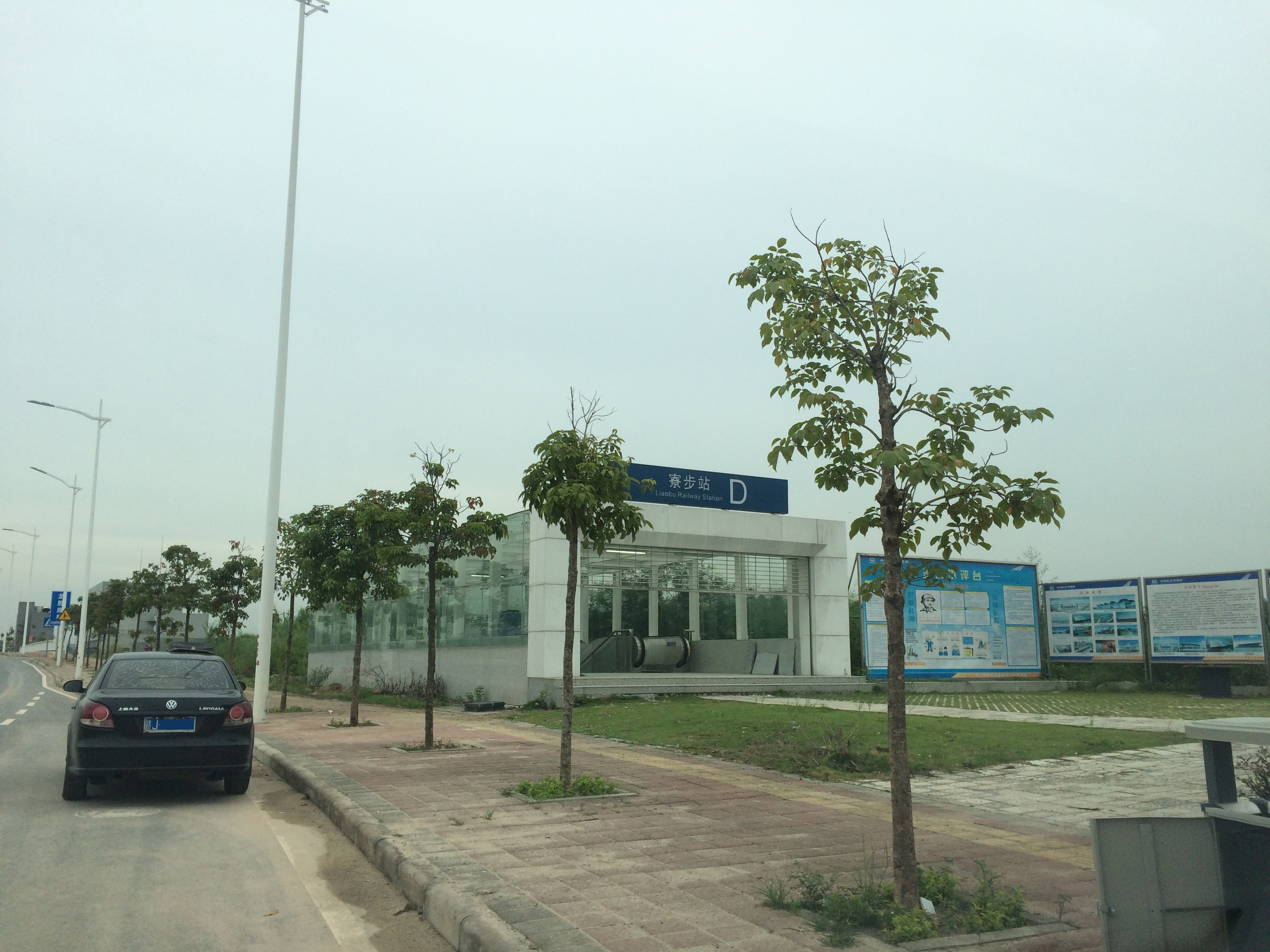
尚未开放的D出口

寮步站为地下车站，占地面积约7,000平方米，车站长270米，宽35米，深17米。售票处、候车区位于车站地下一层，铁路股道位于地下二层，设2台4线，其中两个月台均为侧式月台，外边两条线均为本站侧式月台的停靠线，中间两条则为通过线。

### 车站楼层
| 地下一层 | 站厅     | 售票处、候车区、进站口、出站口        |          |          |
| 地下二层 | 侧式站台 | 侧式站台                              | 侧式站台 | 侧式站台 |
|          | 2站台    | 广惠城际 小金口方向（下站：松山湖北） |          |          |
|          |          | 广惠城际 小金口方向正线               |          |          |
|          |          | 广惠城际 番禺方向正线                 |          |          |
|          | 1站台    | 广惠城际 番禺方向（下站：东城南）     |          |          |
|          | 侧式站台 |                                       |          |          |

### 出入口
本站设有A-D四个出入口，其中车站启用初期仅开放C出入口。2025年5月26日，B出入口对外开放服务。
|                                           |                           |      |          |                      |
| 編號                                      | 设施                      | 图像 | 出口指示 | 建議前往的目的地     |
| B                                         | 扶手电梯标志              |      | 龙胜路   | 寮步城轨站（东南行） |
| C                                         | 升降机标志 · 扶手电梯标志 |      | 龙胜路   | 寮步城轨站（西北行） |
| 註： 設有 \| 設有 \| 設有 \| 設有扶手電梯 |                           |      |          |                      |

## 历史
本站在规划和建设阶段为高架车站。2010年铁道部介入珠三角城际铁路建设后，重新设计本线方案；最终在东莞市及沿线镇街的建议下，为避免对城镇规划的切割，东莞市区及寮步、常平段由高架改为地下，本站因此调整为地下站，并向西北方向偏移约1.4km至现址处:87-91。
2017年12月28日，本站随莞惠城际道滘至常平南段开通而启用。车站开通时由广铁集团运营，2024年1月23日起交由广东城际运营。

## 接驳交通
本站设有配套的寮步城轨站公交站，供乘客接驳。
| 公交 \| 编号 \| 编号 \| 线路 \| 线路 \| 线路 \| 收费 \| 备注 \| \| ---- \| ---- \| -------------------------- \| ---- \| ------------ \| ---- \| --------------------------------------------------- \| \| \| 361 \| 汽车东站 \| ⇆ \| 松山湖车站 \| 2元 \| 经横坑工业区、市篮球中心、佛灵湖路口；原 寮步A1西段 \| \| \| 369 \| 佛灵湖郊野公园 \| ⇆ \| 西溪古村 \| 2元 \| 原 寮步A11 \| \| \| 371 \| 保利中惠悦城站首末站 \| ⇆ \| 新兴园 \| 2元 \| 原 寮步A2东段 \| \| \| 522 \| 东莞火车站（茶山侧公交站） \| ⇆ \| 城市学院北门 \| 2元 \| 原 茶山5 \| |      |                            |      |              |      |                                                     |
| 编号 | 编号 | 线路                       | 线路 | 线路         | 收费 | 备注                                                |
| | 361  | 汽车东站                   | ⇆    | 松山湖车站   | 2元  | 经横坑工业区、市篮球中心、佛灵湖路口；原 寮步A1西段 |
| | 369  | 佛灵湖郊野公园             | ⇆    | 西溪古村     | 2元  | 原 寮步A11                                          |
| | 371  | 保利中惠悦城站首末站       | ⇆    | 新兴园       | 2元  | 原 寮步A2东段                                       |
| | 522  | 东莞火车站（茶山侧公交站） | ⇆    | 城市学院北门 | 2元  | 原 茶山5                                            |